# Pokora (herb szlachecki)

Pokora – polski herb szlachecki.

## Blazonowanie
W polu błękitnym podkowa srebrna ku dołowi otwarta. W pośrodku poziomo obłożona kluczem srebrnym zębem w lewo na dół zwróconym. W zębie krzyż wycięty, który dzieli go na dwa mniejsze zęby. W klejnocie nad hełmem w koronie szlacheckiej trzy pióra strusie (białe). Labry z pokryciem błękitnym i podbiciem srebrnym.
Herb Pokora II (ze złotym kluczem i pięcioma piórami strusimi) odmiana znana z herbarza galicyjskiego

## Legenda herbowa
Według Paprockiego, na którego powołuje się Kasper Niesiecki w swoim herbarzu, herb pochodzi z czasów panowania księcia Władysława Hermana: gdy przodek tego herbu za jakiś excess pokutując, do Rzymu zaszedł, od Papieża otrzymał taką formą herb, co i samo imię tego herbu Pokora, mówi, że jest dowodem. 

## Herbowni
Lista herbownych pieczętujących się herbem Pokora z Herbarza polskiego Tadeusza Gajla:
Chmieliński, Cichnicki, Ciechnicki, Golimuntowicz, Gutwiński, Kęstowicz, Kiwilewski, Kossopolański, Kozopolański, Kulicki, Kuliński,
Lialański, Lichtański, Lichtyński, Lulkowski, Pokora, Pokorski, Pol, Polakowski, Polański, Puntus, Puzik.